# Bitwa pod Castlebar
Bitwa pod Castlebar – jedna z ostatnich bitew wielomiesięcznej Rewolucji irlandzkiej z 1798 roku, między wojskami brytyjskimi a powstańcami irlandzkimi wspomaganymi przez regularnych żołnierzy francuskich.

## Przygotowania
W momencie, gdy rząd Irlandii wysunął wniosek o zakończenie krwawej rewolucji, bunt wybuchnął z nową siłą i to w najmniej oczekiwanym miejscu. 22 sierpnia 1798 do wybrzeży miasta Killalla w prowincji Connacht dobiło do brzegu 1100 żołnierzy armii francuskiej z 70 oficerami, oraz sporym zapasem żywności, odzieży i broni. Przybyłym wojskiem dowodził generał Humbert. Liczba francuskich żołnierzy była stosunkowo niewielka, jednak duże oddalenie wojsk brytyjskich zapewniło dyskrecję i swobodę w działaniu. Większość armii brytyjskiej była w tym czasie zlokalizowana we wschodniej części kraju, w prowincji Leinster. Francuskiemu oddziałowi bardzo szybko udało się opanować miasto Killala, bronione jedynie przez lokalnych yeoman. Wojsko francuskie po błyskawicznym zwycięstwie zaczęło przemieszczać się ku centrum hrabstwa Mayo. 

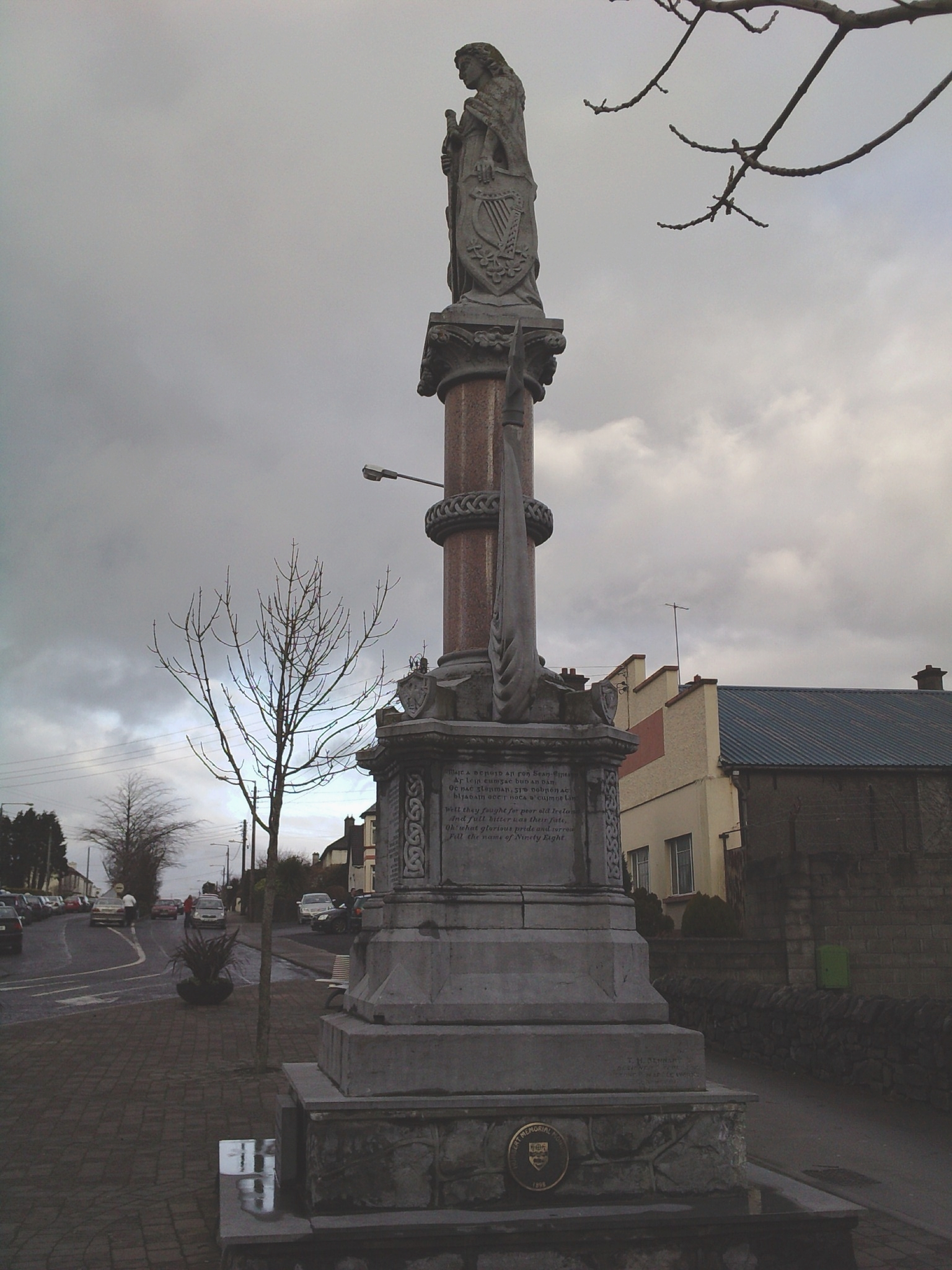
Pomnik generała Humberta w Ballinie.

Dwa dni po udanym ataku na Killala, wojsko francuskie wraz z przyłączającymi się rebeliantami irlandzkimi zdobyło Ballinę. W tym też dniu o przybyciu posiłków francuskich dowiedział się Lord Cornwallis, dowódca wojsk brytyjskich przebywających w Irlandii. Cornwallis niezwłocznie zarządził mobilizację armii i jeszcze tego samego dnia do Castlebar przybył generał Lake, który stał się jednocześnie głównym dowodzącym oddziałów zgrupowanych w tym mieście. Dołączył do niego generał Hutchinson. Dowódcy jednak nie zdecydowali się jako pierwsi zaatakować zbliżającej się armii francusko-rebelianckiej, lecz postanowili poczekać na przybycie większej liczby wojska.

## Przebieg bitwy
Odmienną taktykę powziął Humbert, który obrał ofensywny kierunek. Miał zamiar zaatakować królewską armię w nocy, by jak najbardziej zaskoczyć wroga. Atutem oddziału francuskiego była coraz większa liczba przyłączających się rebeliantów. Motywacją do szybkiego ataku na Castlebar była też chęć nie utracenia entuzjazmu rebeliantów, w obliczu o wiele silniejszej armii brytyjskiej.
Humbert nie zdecydował się na przeprowadzenie ataku od strony miasta Foxford, gdzie stacjonował brytyjski generał Robert Taylor. Wybrał trudniejszą, jednak bezpieczniejszą z militarnego punktu widzenia drogę przez góry. Wybór tego przejścia był możliwy również ze względu na niewielką ilość niesionej ciężkiej artylerii. Oddział dysponował jedynie dwoma maszynowymi karabinami obrotowymi, z czego jeden był niesprawny wskutek przejazdu po bardzo zniszczonych drogach Irlandii.
Około godziny 7 rano rebelianci znajdowali się około 3 mil od miasta. Dowództwo armii brytyjskiej było przekonane o szybkiej wygranej nad buntownikami. Brali bowiem pod uwagę wyższą liczbę swoich żołnierzy oraz ich lepszą dyspozycję niż zmęczonych wielogodzinnym marszem ludzi oddziałów francusko-rebelianckich. W początkowej fazie bitwa przebiegała pomyślnie dla strony brytyjskiej. Wyposażona w dużą ilość ciężkiego sprzętu artyleryjskiego, oraz wzorowo dowodzona trzykrotnie zmusiła oddział rebeliancki do odwrotu. W wyniku dużej przewagi ogniowej rebelianci stracili wielu ludzi, mimo to z bliżej nieokreślonych przyczyń wojska królewskie wpadły w panikę. Doszło do rozbicia oddziałów na każdej z pozycji oraz ucieczki wojska brytyjskiego w kierunku południowo-wschodnim do miasta Athlone. O pośpiechu, w jakim wojska królewskie ustępowały, może służyć fakt przebycia niemal 33 mil w ciągu 27 godzin.
Straty strony brytyjskiej wyniosły 53 zabitych, 34 rannych, 279 osób uznano za zaginione. Zniszczeniu uległa również znaczna część ciężkiej artylerii. Następstwem zwycięstwa rebeliantów było powołanie do życia Republiki Connaught na czele z Johnem Moore'em, która jednak szybko upadła w wyniku późniejszych porażek rebeliantów.

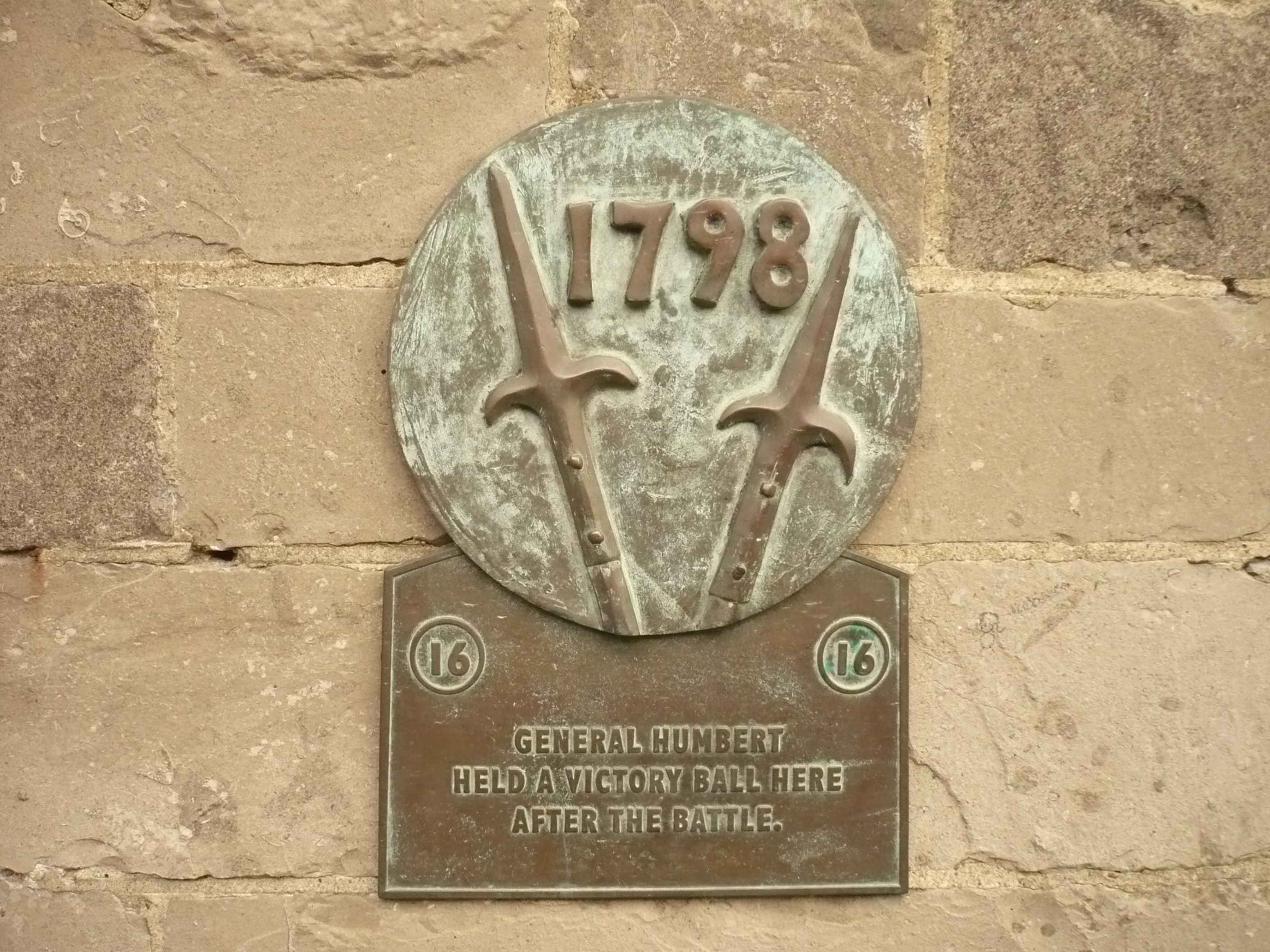
Tablica upamiętniająca bitwę powieszona na ścianie budynku Linenhall.
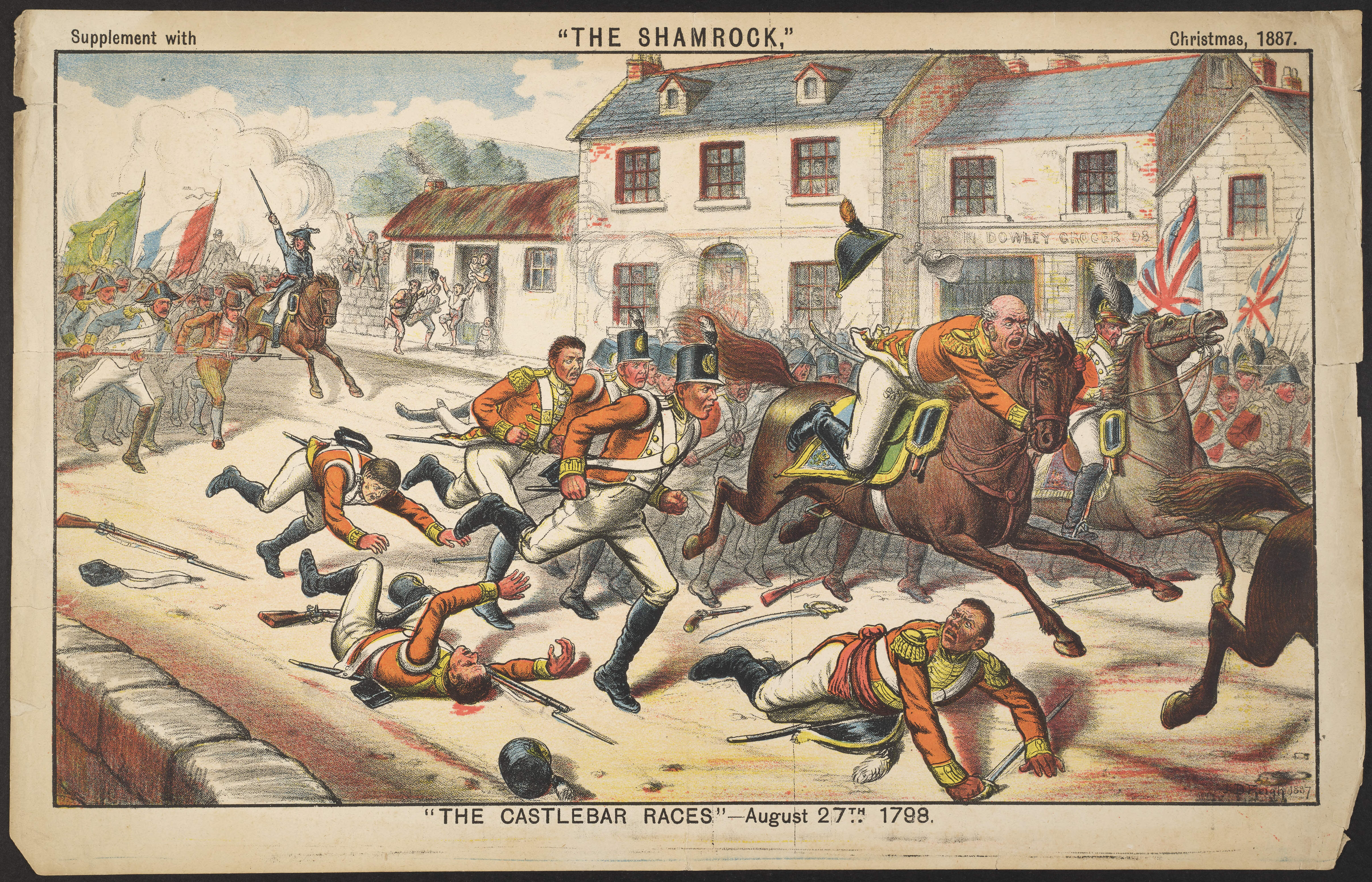
Bitwa o Castlebar w 1798 roku.